# Liga Premier de Ucrania 2021-22
La temporada 2021-22 fue la 31.ª edición de la Liga Premier de Ucrania, la máxima categoría del fútbol profesional de Ucrania desde su creación en 1992 tras la caída de la Unión Soviética.
El Dinamo Kiev fue el campeón defensor, tras conseguir su decimosexto título en la temporada 2020-21, consagrándose como el más laureado en la historia de la competición.
Debido a la invasión rusa de Ucrania de 2022, el 24 de febrero de ese año, la Asociación Ucraniana de Fútbol declaró la suspensión del campeonato indefinidamente. Finalmente el torneo fue cancelado en una reunión general extraordinaria el 26 de abril de 2022, dejando el título desierto y anulando los ascensos y descensos para la próxima temporada.

## Formato de competición
El campeonato consistió en un torneo anual donde los 16 equipos jugaron en un sistema de todos contra todos durante 30 jornadas. Al finalizar la última fecha, el club que terminó en la 1.ª posición de la tabla general se proclamó campeón de la temporada y clasificó a la Liga de Campeones de la UEFA 2022-23 junto con el 2.° lugar del torneo (subcampeón), además el 3.° lugar de la tabla jugó la Liga Europa de la UEFA 2022-23, mientras que el  4.° y 5.° puesto clasificaron a la Liga Europa Conferencia de la UEFA 2022-23. El descenso a la Primera Liga de Ucrania sería para los dos últimos ubicados en la tabla de posiciones, mientras que los equipos que finalizaron en las posiciones 13 y 14, jugaron un play-off por la permanencia contra el 3.° y 4.° lugar de la Primera Liga de Ucrania 2021-22.

## Ascensos y descensos
| Pos. | Descendido de la Liga Premier de Ucrania 2020-21 |
| ---- | ------------------------------------------------ |
| 13.º | Olimpik Donetsk                                  |

| Pos. | Ascendidos de Primera Liga de Ucrania 2020-21 |
| ---- | --------------------------------------------- |
| 1.º  | Veres Rivne                                   |
| 2.º  | Chernomorets Odessa                           |
| 3.º  | Metalist 1925 Kharkiv                         |

## Equipos participantes
| Equipo               | Entrenador           | Capitán             | Marca       | Patrocinador   |
| -------------------- | -------------------- | ------------------- | ----------- | -------------- |
| Desná Chernígov      | Oleksandr Ryabokon   | Yehor Kartushov     | Nike        | Parimatch      |
| SC Dnipro-1          | Igor Jovićević       | Serhiy Lohinov      | Nike        | Parimatch      |
| Dinamo Kiev          | Mircea Lucescu       | Serhiy Sydorchuk    | New Balance | A-Bank         |
| Inhulets Petrove     | Serhiy Lavrynenko    | Mladen Bartulović   | Joma        | etg.ua         |
| Kolos Kovalivka      | Ruslan Kostyshyn     | Vitaliy Havrysh     | Nike        | Svitanok       |
| FC Lviv              | Anatoliy Bezsmertnyi | Rafael Sabino       | Jako        | Parimatch      |
| FC Mariupol          | Ostap Markevych      | Dmytro Myshnyov     | Puma        | Favorit Sport  |
| FC Oleksandria       | Volodymyr Sharan     | Yuriy Pankiv        | Nike        | AhroVista      |
| FC Mynai             | Vasyl Kobin          |                     | Kelme       | FavBet         |
| Rukh Lviv            | Iván Fedyk           | Yaroslav Martynyuk  | Macron      | Grand Hotel    |
| Shakhtar Donetsk (x) | Roberto De Zerbi     | Andriy Pyatov       | Puma        | Parimatch      |
| Vorskla Poltava      | Yuriy Maksymov       | Volodymyr Chesnakov | Nike        | Ferrexpo       |
| Zoryá Lugansk (x)    | Viktor Skrypnyk      | Mykyta Shevchenko   | Nike        | Favorite Sport |
| Chernomorets Odesa   | Yuriy Moroz          | Beka Vachiberadze   | Kelme       | Hefest         |
| Veres Rivne          | Yuriy Virt           | Mykhaylo Shestakov  | Kelme       | Ukrteplo       |
| Metalist 1925 Járkov | Valeriy Kriventsov   | Denys Sydorenko     | Puma        | AES Group      |

- (x) "Estos equipos provienen de la zona de la guerra del Dombás y jugaron sus juegos como local en diferentes ciudades".

### Estadios
| Rank | Estadio                   | Lugar        | Club                 | Capacidad |
| ---- | ------------------------- | ------------ | -------------------- | --------- |
| 1    | NSC Olimpiyskiy           | Kiev         | Dinamo Kiev          | 70 050    |
| 1    | NSC Olimpiyskiy           | Kiev         | Shakhtar Donetsk     | 70 050    |
| 2    | Estadio Metalist          | Járkov       | Metalist 1925 Járkov | 40 003    |
| 3    | Arena Lviv                | Leópolis     | Rukh Lviv            | 34 915    |
| 4    | Estadio Chernomorets      | Odesa        | Chernomorets Odesa   | 34 164    |
| 5    | Dnipro-Arena              | Dnipró       | SC Dnipro-1          | 31 003    |
| 6    | Estadio Ukraina           | Leópolis     | FC Lviv              | 28 051    |
| 7    | Estadio Oleksiy Butovskyi | Poltava      | Vorskla Poltava      | 24 795    |
| 8    | Estadio Zirka             | Kropyvnytsky | Inhulets Petrove     | 14 628    |
| 9    | Estadio Volodymyr Boiko   | Mariupol     | FC Mariupol          | 12 680    |
| 10   | Estadio Avanhard          | Lutsk        | Veres Rivne          | 12 080    |
| 11   | Estadio Chernígov         | Cherníhiv    | Desná Chernígov      | 12 060    |
| 12   | Slavutych-Arena           | Zaporiyia    | Zoryá Lugansk        | 11 883    |
| 13   | Estadio Avanhard          | Úzhgorod     | FC Mynai             | 12 000    |
| 14   | CSC Nika Stadium          | Oleksandria  | FC Oleksandria       | 7000      |
| 15   | Estadio Kolos             | Kovalivka    | Kolos Kovalivka      | 5000      |

## Desarrollo

### Clasificación
| Pos. | Equipo                | Pts. | PJ | G  | E | P  | GF | GC | Dif. | Clasificación 2022–23                                 |
| ---- | --------------------- | ---- | -- | -- | - | -- | -- | -- | ---- | ----------------------------------------------------- |
| 1    | Shakhtar Donetsk      | 47   | 18 | 15 | 2 | 1  | 49 | 10 | +39  | Fase de grupos de la Liga de Campeones.               |
| 2    | Dinamo Kiev           | 45   | 18 | 14 | 3 | 1  | 47 | 9  | +38  | Segunda ronda clasificatoria de la Liga de Campeones. |
| 3    | Dnipro-1              | 40   | 18 | 13 | 1 | 4  | 35 | 17 | +18  | Ronda de play-off de la Liga Europa.                  |
| 4    | Zoryá Lugansk         | 36   | 18 | 11 | 3 | 4  | 37 | 19 | +18  | Tercera ronda de la Liga Europa Conferencia.          |
| 5    | Vorskla Poltava       | 33   | 18 | 9  | 6 | 3  | 30 | 18 | +12  | Segunda ronda de la Liga Europa Conferencia.          |
| 6    | Oleksandria           | 26   | 18 | 7  | 5 | 6  | 19 | 16 | +3   |                                                       |
| 7    | Desná Chernígov       | 25   | 18 | 7  | 4 | 7  | 22 | 27 | −5   | Licencia suspendida                                   |
| 8    | Kolos Kovalivka       | 24   | 18 | 7  | 3 | 8  | 14 | 23 | −9   |                                                       |
| 9    | Veres Rivne           | 23   | 18 | 6  | 5 | 7  | 15 | 20 | −5   |                                                       |
| 10   | Metalist 1925 Kharkiv | 19   | 18 | 6  | 1 | 11 | 17 | 30 | −13  |                                                       |
| 11   | Rukh Lviv             | 18   | 17 | 4  | 6 | 7  | 16 | 21 | −5   |                                                       |
| 12   | Lviv                  | 17   | 18 | 4  | 5 | 9  | 14 | 30 | −16  |                                                       |
| 13   | Chernomorets Odessa   | 14   | 18 | 3  | 5 | 10 | 20 | 40 | −20  |                                                       |
| 14   | Inhulets Petrove      | 13   | 17 | 3  | 4 | 10 | 13 | 28 | −15  |                                                       |
| 15   | Mynai                 | 10   | 18 | 1  | 7 | 10 | 12 | 30 | −18  |                                                       |
| 16   | Mariúpol              | 8    | 18 | 2  | 2 | 14 | 21 | 44 | −23  | Licencia suspendida                                   |

 Fuente: Liga Premier de Ucrania
Criterios de clasificación: 1) Puntos; 2) Puntos entre sí; 3) Diferencia de goles entre sí; 4) Goles marcados en los duelos entre sí; 5) Diferencia de goles 6) Partidos ganados; 7) Goles.
Notas:
1. 1 2  Desná Chernígov y Mariúpol confirmaron que no podían competir la siguiente temporada debido a la infraestructura destruida y la ocupación rusa de sus ciudades.[8]

### Evolución de la clasificación
| Equipo ╲ Jornada      | 1        | 2  | 3  | 4  | 5  | 6  | 7  | 8  | 9  | 10 | 11 | 12 | 13 | 14 | 15 | 16 | 17 | 18 |   |
| --------------------- | -------- | -- | -- | -- | -- | -- | -- | -- | -- | -- | -- | -- | -- | -- | -- | -- | -- | -- | - |
| Equipo ╲ Jornada      | Dnipro-1 | 5  | 3  | 3  | 5  | 5  | 3  | 5  | 4  | 7  | 5  | 4  | 5  | 5  | 5  | 4  | 3  | 3  | 3 |
| Kolos Kovalivka       | 9        | 5  | 8  | 8  | 9  | 13 | 14 | 10 | 10 | 11 | 11 | 11 | 11 | 11 | 10 | 10 | 9  | 8  |   |
| Lviv                  | 8        | 12 | 14 | 14 | 15 | 15 | 16 | 16 | 13 | 13 | 14 | 14 | 12 | 13 | 12 | 12 | 12 | 12 |   |
| Desna Chernihiv       | 1        | 1  | 1  | 1  | 3  | 4  | 4  | 3  | 6  | 7  | 7  | 9  | 9  | 7  | 8  | 6  | 7  | 7  |   |
| Dinamo Kiev           | 11       | 6  | 4  | 2  | 1  | 1  | 1  | 1  | 1  | 1  | 1  | 1  | 1  | 2  | 1  | 1  | 2  | 2  |   |
| Oleksandria           | 4        | 10 | 7  | 6  | 6  | 6  | 3  | 6  | 4  | 6  | 6  | 6  | 6  | 6  | 6  | 7  | 6  | 6  |   |
| Shakhtar Donetsk      | 3        | 2  | 5  | 3  | 2  | 2  | 2  | 2  | 2  | 2  | 2  | 2  | 2  | 1  | 2  | 2  | 1  | 1  |   |
| Vorskla Poltava       | 6        | 4  | 2  | 4  | 4  | 5  | 6  | 5  | 3  | 3  | 3  | 3  | 4  | 4  | 3  | 5  | 5  | 5  |   |
| Zoryá Lugansk         | 15       | 7  | 9  | 9  | 7  | 7  | 7  | 7  | 5  | 4  | 5  | 4  | 3  | 3  | 5  | 4  | 4  | 4  |   |
| Mariupol              | 7        | 11 | 12 | 15 | 16 | 16 | 15 | 15 | 16 | 16 | 16 | 16 | 16 | 16 | 16 | 16 | 16 | 16 |   |
| Mynai                 | 12       | 8  | 10 | 10 | 11 | 12 | 11 | 13 | 15 | 15 | 13 | 12 | 14 | 15 | 15 | 15 | 15 | 15 |   |
| Inhulets Petrove      | 13       | 15 | 16 | 16 | 13 | 9  | 10 | 11 | 12 | 12 | 12 | 13 | 13 | 14 | 14 | 14 | 14 | 14 |   |
| Rukh Lviv             | 14       | 14 | 11 | 11 | 12 | 10 | 9  | 9  | 11 | 10 | 10 | 10 | 10 | 10 | 11 | 11 | 11 | 11 |   |
| Chernomorets Odessa   | 16       | 16 | 15 | 12 | 14 | 14 | 13 | 14 | 14 | 14 | 15 | 15 | 15 | 12 | 13 | 13 | 13 | 13 |   |
| Veres Rivne           | 10       | 13 | 13 | 13 | 10 | 8  | 8  | 8  | 8  | 9  | 9  | 8  | 7  | 8  | 7  | 8  | 8  | 9  |   |
| Metalist 1925 Kharkiv | 2        | 9  | 6  | 7  | 8  | 11 | 12 | 12 | 9  | 8  | 8  | 7  | 8  | 9  | 9  | 9  | 10 | 10 |   |

### Resultados
| Local \ Visitante     | DES | DNI | DYN | CHE | KOL | LVI | MAR | OLK | MYN | SHA | VOR | ZAR | RUK | PET | RIV | JAR |
| --------------------- | --- | --- | --- | --- | --- | --- | --- | --- | --- | --- | --- | --- | --- | --- | --- | --- |
| Desna Chernihiv       | —   | 2–1 | —   | 3–0 | 0–1 | —   | 3–3 | 1–1 | —   | —   | —   | —   | 1–0 | 2–0 | 0–4 | 1–2 |
| Dnipro-1              | —   | —   | —   | 3–1 | 2–0 | —   | 2–1 | 3–1 | 4–0 | —   | 5–1 | 0–4 | 2–0 | —   | 1–0 | —   |
| Dinamo Kiev           | 4–0 | 2–0 | —   | —   | 7–0 | —   | —   | 1–0 | 2–0 | 0–0 | 1–2 | 1–1 | —   | —   | 4–0 | —   |
| Chernomorets Odessa   | 0–1 | 0–3 | 1–6 | —   | —   | 1–1 | —   | 2–2 | —   | 0–3 | —   | —   | 4–3 | 1–1 | 0–1 | 2–1 |
| Kolos Kovalivka       | —   | —   | —   | 2–1 | —   | 0–1 | 1–3 | 0–1 | 2–1 | 1–3 | 0–1 | —   | 1–1 | —   | 1–0 | 1–0 |
| Lviv                  | 0–2 | 0–1 | 1–4 | —   | —   | —   | 1–1 | 1–1 | —   | 0–3 | 1–1 | 2–1 | —   | 1–2 | —   | 0–0 |
| Mariupol              | 1–2 | 0–3 | 2–3 | 2–3 | —   | 0–1 | —   | —   | —   | 0–5 | —   | 3–4 | 0–2 | —   | —   | 1–2 |
| Oleksandria           | —   | —   | —   | —   | —   | —   | 2–1 | —   | 3–0 | 1–2 | 1–2 | 0–1 | —   | 1–0 | —   | 2–0 |
| Mynai                 | 0–0 | —   | 0–2 | 2–2 | 1–1 | 1–2 | 0–2 | 1–0 | —   | 1–1 | —   | —   | —   | 2–2 | —   | —   |
| Shakhtar Donetsk      | 4–1 | 2–0 | —   | —   | —   | 6–1 | —   | 1–2 | —   | —   | —   | 6–1 | 2–0 | 2–1 | 4–1 | 2–0 |
| Vorskla Poltava       | 2–2 | 2–2 | —   | 0–0 | —   | 4–1 | 5–1 | —   | 2–0 | 0–2 | —   | —   | 2–0 | 3–0 | —   | 2–0 |
| Zoryá Lugansk         | 2–0 | —   | 1–2 | 3–0 | 1–0 | —   | —   | 0–1 | 1–1 | —   | 1–0 | —   | —   | 1–0 | 3–0 | —   |
| Rukh Lviv             | —   | —   | 0–2 | —   | —   | 1–0 | —   | 0–0 | 2–2 | —   | 0–0 | 1–1 | —   | —   | 2–1 | 2–0 |
| Inhulets Petrove      | 2–1 | 0–1 | 1–1 | —   | 0–2 | —   | 3–0 | —   | —   | 0–1 | —   | 1–5 | —   | —   | 0–0 | —   |
| Veres Rivne           | —   | —   | 0–3 | —   | 0–0 | 1–0 | 2–0 | 0–0 | 1–0 | —   | 1–1 | —   | 1–1 | —   | —   | 2–0 |
| Metalist 1925 Kharkiv | —   | 1–2 | 0–2 | 3–2 | 0–1 | —   | —   | —   | 1–0 | —   | —   | 1–6 | 2–1 | 4–0 | —   | —   |